# Jonathan Coenen
Jonathan Coenen (22 december 2006) is een Belgisch voetballer die sinds 2025 onder contract ligt bij KRC Genk.

## Carrière
Coenen begon zijn jeugdopleiding bij KFC Flandria Paal. Via KSC Hasselt en KESK Leopoldsburg belandde hij bij RC Hades, waar hij in 2023 doorstroomde naar het eerste elftal. Op 18 mei 2023 maakte hij zijn officiële debuut voor het eerste elftal van de club: in de eindrondewedstrijd tegen Eendracht Aalst liet trainer Mirko Licata hem in de 65e minuut invallen.
In het seizoen 2023/24 was Coenen nog vooral invaller bij de eerste ploeg van RC Hades, vanaf het najaar van 2024 groeide hij evenwel uit tot een vaste waarde in de basisploeg van Wim Mennes. De tiener trok zo de aandacht van verschillende Belgische topclubs met een U23-elftal in de nationale reeksen, waaronder Club Brugge en KRC Genk. Coenen koos voor KRC Genk, waar hij in het voorjaar van 2025 een vierjarig contract ondertekende. Op 15 augustus 2025 maakte hij zijn profdebuut in het shirt van Jong Genk, het beloftenelftal van de club in Eerste klasse B: op de tweede competitiespeeldag van de Challenger Pro League liet trainer Johan Van Rumst hem in de 1-0-nederlaag tegen SK Beveren in de 87e minuut invallen.
2 Pierre ·
22 Manguelle ·
28 Brughmans  ·
50 Victory ·
52 Da Costa ·
53 Mocsnik ·
54 Onstein ·
55 Yoshinaga · 
56 De Wannemacker ·
57 Murenzi ·
58 Wamu · 
60 Lazar ·
61 Van Laere ·
62 Cauwel ·
63 Henry ·
65 Akpan ·
66 Coenen ·
67 Camara ·
68 Rabhi ·
70 Decresson ·
71 Stevens ·
72 Barry ·
73 Mbavu ·
74 Alvarez ·
76 Driessen ·
78 Lukanic ·
79 Nzoko ·
80 Touré ·
82 Vliegen ·
84 Sarfo ·
86 Haroun · 
87 Yasuda · 
89 Kim ·
Coach: Van Rumst